# Detlef Buch
Detlef Buch (* 1974) ist ein deutscher Offizier (Oberstleutnant i. G.), Militärsoziologe und Autor. Er arbeitet für die Stiftung Wissenschaft und Politik und hat wesentliche Beiträge zur Wehrpflicht veröffentlicht.

## Leben
Buch stammt aus dem Mecklenburgischen. Er studierte auf Diplom Pädagogik, Psychologie und Soziologie und wurde 2002 am Institut für soziale Probleme und Sozialpolitik der Universität der Bundeswehr München mit der Dissertation Alkoholikerhilfe in der DDR. Eine sozialpädagogische Betrachtung zum Dr. phil. promoviert.
Danach war er von 2003 bis 2004 Referent für Sicherheitspolitik im Bundesministerium der Verteidigung in Berlin. Von 2004 bis 2005 wurde er als Kompaniechef der 18. Luftwaffenausbildungskompanie in Strausberg eingesetzt. Von 2006 bis 2008 absolvierte er den Generalstabslehrgang an der Führungsakademie der Bundeswehr (FüAkBw) in Hamburg. Er bekleidet derzeit bei der Bundeswehr den Dienstgrad eines Oberstleutnants i. G. der Luftwaffe.
Seitdem ist Buch wissenschaftlicher Mitarbeiter der Stiftung Wissenschaft und Politik (SWP) in Berlin und gehört dort der Forschungsgruppe Sicherheitspolitik um den Politikwissenschaftler Markus Kaim an.
Er ist Autor mehrerer Bücher, die vornehmlich im Peter Lang Verlag erschienen sind. Seine wissenschaftlichen Schwerpunkte sind Sozialgeschichte, Pädagogik und Militärsoziologie. Er hat wesentlich an den Bänden zur Wehrpflicht 5 plus 1 (hrsg. Andreas Ahammer und Stephan Nachtigall, 2009) und Darum Wehrpflicht! (hrsg. Ulrich Kirsch, 2010) des Nomos Verlags mitgewirkt. Darüber hinaus ist er freiberuflich als Publizist u. a. für Deutschlandradio Kultur, das Nachrichtenportal Euractiv, das Meinungs- und Debattenmagazin The European und die österreichische Tageszeitung Die Presse sowie als Referent u. a. für die Konrad-Adenauer-Stiftung und die Gesellschaft für Wehr- und Sicherheitspolitik tätig gewesen. Lehraufträge nahm er an der Universität der Künste Berlin und der Humboldt-Universität zu Berlin an.
Im November 2013 wurde er auf der Hauptversammlung als Vorsitzender Luftwaffe in den Bundesvorstand des Deutschen Bundeswehrverbandes (DBwV) gewählt. Er lebt in Berlin.

## Schriften (Auswahl)
- Innovative ambulante Alkoholismustherapie. Das Modell einer qualifizierten ambulanten Entgiftung (= Schriftenreihe Socialia, Band 24). Kovač, Hamburg 1998, ISBN 3-86064-678-8.
- Alkoholikerhilfe in der DDR. Eine sozialpädagogische Betrachtung (= Schriftenreihe Sozialpädagogik in Forschung und Praxis, Band 5). Kovač, Hamburg 2002, ISBN 3-8300-0707-8.
- Wohin mit der Wehrpflicht? Weisen die Partner wirklich den richtigen Weg? Peter Lang, Frankfurt am Main [u. a.] 2010, ISBN 978-3-631-58811-6.
- Karriereberuf Offizier? Vom Wandel und Stillstand eines Berufsbildes in der Postmoderne. Peter Lang, Frankfurt am Main [u. a.] 2010, ISBN 978-3-631-59658-6.
- mit Thomas Braun, Stefan Plagge: War for talents. Sieg oder Niederlage? Personalrekrutierung als strategische Herausforderung. Vorwort von Kurt Biedenkopf. Peter Lang, Frankfurt am Main [u. a.] 2011, ISBN 978-3-631-61672-7.
- Wozu noch den Eurofighter? Potenziale und Perspektiven des größten deutschen Rüstungsprojektes, Verlag Traugott Bautz, Nordhausen 2011, ISBN 978-3-88309-195-2.
- Bundeswehr 2.0. Von der Wehrpflicht bis Afghanistan – reduziert, ignoriert, egalisiert? Peter Lang, Frankfurt am Main [u. a.] 2011, ISBN 978-3-631-61555-3.
- Hrsg. mit Natascha Zowislo-Grünewald, Jürgen Schulz: Den Krieg erklären. Sicherheitspolitik als Problem der Kommunikation. Peter Lang, Frankfurt am Main [u. a.] 2011, ISBN 978-3-631-61311-5.
- Luftmacht USA. Die Reform der US-Air Force. Bautz, Nordhausen 2012, ISBN 978-3-88309-765-7.
- Hrsg.: Die Reform der Bundeswehr. Von Menschen für Menschen. Peter Lang, Frankfurt am Main [u. a.] 2012, ISBN 978-3-631-63197-3.